# Związek Rolniczy Nadwiślański
Związek Rolniczy Nadwiślański (niem. Landbund Weichselgau) – organizacja rolnicza mniejszości narodowej niemieckiej w Polsce, działająca w okresie II Rzeczypospolitej.

## Historia
Związek powstał w 1920 roku w Tczewie i zrzeszał w 169 kołach około 90% niemieckich rolników z województwa pomorskiego (około 200 hektarów ziemi). Celem związku była m.in. ochrona interesów członków w zakresie rolnictwa, leśnictwa i przemysłu rolnego. Silne wpływy w związku miało Zjednoczenie Niemieckie oraz częściowo Partia Młodoniemiecka w Polsce.